# Стрида
 Тази статия е за нетаксономичната група миди.  За семейството вижте Стриди.  За популярния вид вижте Европейска плоска стрида.
Стридите са парафилетична група миди, в която попадат както видове от семейство Стриди (Ostreidae), така и представители на много други семейства, сред които Спондилусови (Spondylidae), Pteriidae, Placunidae, Malleidae, Gryphaeidae, Dimyidae, Anomiidae. Някои видове се използват за храна, докато други, като представителите на рода Pinctada, се събират заради образуваните в тях перли, а видът Placuna placenta заради полупрозрачните си черупки.